# Unmei♪wa♪Endless!
「Unmei♪wa♪Endless!」是放課後TEA TIME的第10張單曲。於2011年12月7日由波麗佳音發售。

## 概要
2011年12月3日公開的電影『K-ON！輕音部劇場版』的主題曲。C/W收錄開頭曲的「いちばんいっぱい」。主題曲與「Singing!」同時發售。

### 主要記錄
2011年11月6日的Oricon公信榜初登場獲得第5位。

## 收錄曲
（全作詞：大森祥子、作曲：Tom-H@ck）
1. Unmei♪wa♪Endless! [3:52]
編曲：Tom-H@ck
  - 電影『K-ON!』主題曲。
2. いちばんいっぱい [4:10]
編曲：百石元
  - 電影『K-ON!』片頭曲。
3. Unmei♪wa♪Endless!（Instrumental）
4. いちばんいっぱい（Instrumental）

## 外部連結
- 電影「K-ON!」官方網站
  - 電影「K-ON!」官方網站（页面存档备份，存于） （日語）
  - 初回限定版 （日語）
  - 通常版 （日語）